# Кампоспинозо
Кампоспинозо (итал. Campospinoso) — коммуна в Италии, находится в регионе Ломбардия, в провинции Павия.
Население составляет 863 человека (2008), плотность населения составляет 234 чел./км². Занимает площадь 4 км². Почтовый индекс — 27040. Телефонный код — 0385.
Покровителем коммуны почитается священномученик Лаврентий, празднование 10 августа.

## Демография
Динамика населения:

## Администрация коммуны
- Официальный сайт: